# قصر المنية
قصر خربة المنية هو قصر بناه الأمويين في الجليل الشرقي، في فلسطين، يقع على بعد حوالي 200 متر (660 قدم) من جهة الغرب للطرف الشمالي لبحيرة طبريا. تم تشييده كمجمع قصر، أي كان يحوي ويشمل قصر، مسجد وحمام، وكل هذا بني من قبل راعي واحد.
هذا الموقع هو الخراب الأموي الوحيد في الأراضي الفلسطينية الذي لا يزال يتبقى فوق سطح الأرض; بمعنى انه لم ينهدم بشكل كلي، كما ويضم هذا البناء أحد أقدم المساجد في فلسطين.

## التاريخ

### أعمال البناء
من المحتمل أن قصر المنية قد بني في عهد الخليفة الأموي الوليد الأول (705-715 م)، اذ تم العثور على حجر منقوش عليه اسمه في موقع خربة قصر المنية. كان الراعي المفترض للقصر هو ابن الوليد، 'عمر بن الوليد' ، الذي شغل منصب حاكم طبريا أثناء حكم والده، لكنه تنحى عن منصبه هذا عندما تولى عمه، سليمان بن عبد الملك دور الخليفة. هذه المعلومات تؤشر إلى ان مسجد القصر هو من أقدم المساجد التي تم بناؤها في فلسطين. :16

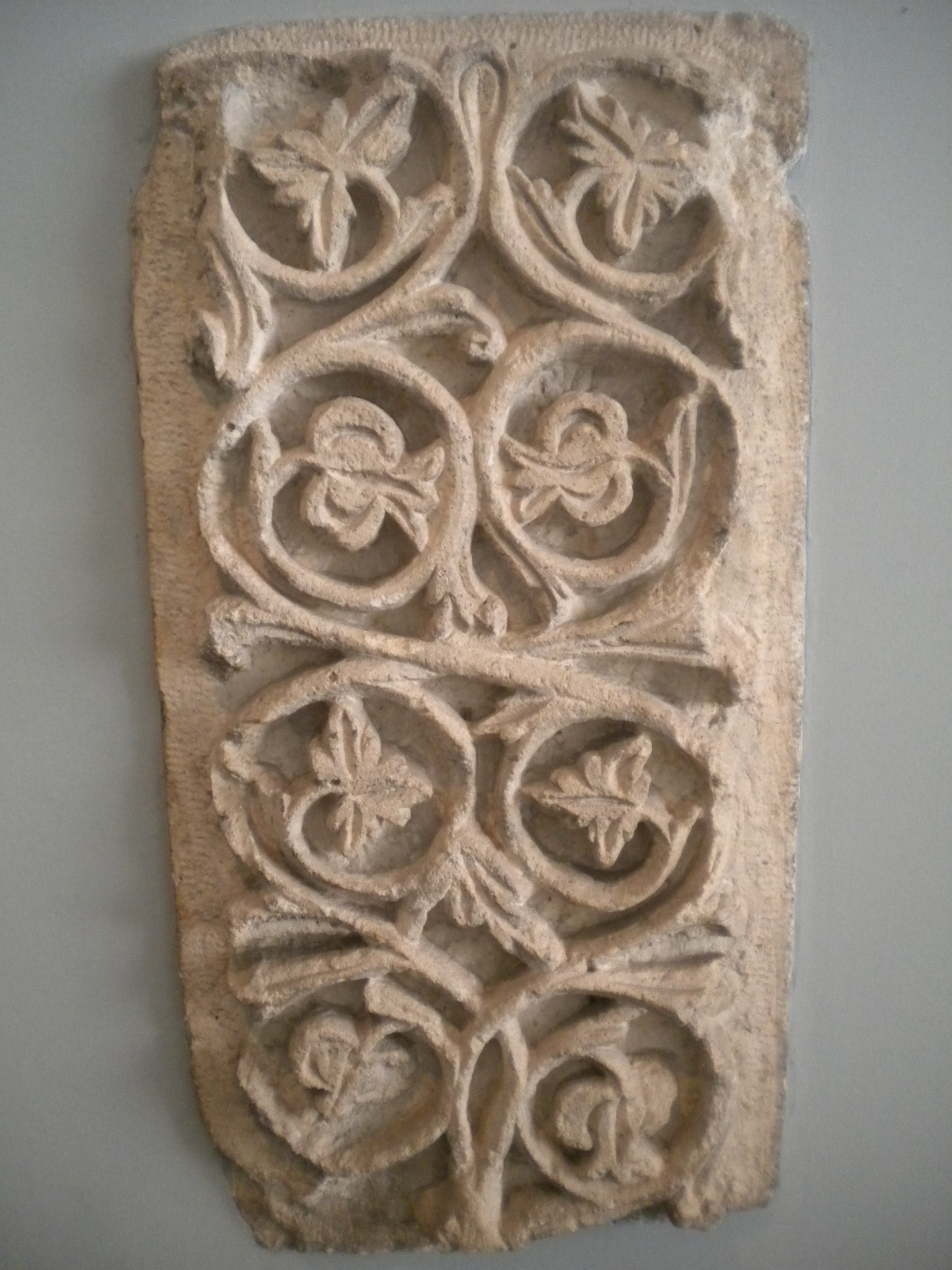
زخارف من قصر المنية

كانت خربة المنية تقوم بتوفير عدة امور، بما في ذلك كمركز إداري محلي لمنطقة دون إقليمية، جند الأردن («منطقة الأردن»)، وكذلك كنقطة تواصل 'لـعمر مع القبائل العربية المحلية'. كما كان بمثابة خان (كاروانِسرايُ) لقوافل التجار المسافرين على طول بحر الجليل أو الشمال الشرقي من شاطئ البحيرة إلى الساحل. كان هناك وظيفة أخرى لقصر المنية وهو مكان للراحة والمعيشة خلال فترة الشتاء لحاكم طبريا أو بديل لذلك؛ مكان للراحة والمعيشة التقليدية خلال فترة الصيف للحاكم في بيسان 
تم التخلي وهجرة قصر المنية في تاريخ غير مؤكد، لكن تم إستطيطانه مؤقتًا في وقت لاحق. هناك دليل على أن القصر كان قيد الاستخدام حتى نهاية الفترة الأموية على الأقل عام 750 م. ضرب زلزال قوي المنطقة هناك، ربما هو نفسه زلزال الجليل 749 . هذه الواقعة سببت ضررا للمبنى، وتسبب في شق يمتد عبر الجناح الشرقي، مروراً بمحراب المسجد مباشرة. لم يتم إصلاح الأضرار التي تتواجد في المنطقة. وبالتالي؛ ما زال من غير المؤكد ما إذا كان القصر قد انتهى بناؤه بشكل كامل أم لا: تم اكتشاف حطام متساقط بسبب الزلزال في القرن العشرين في موقع سقوطه الاصلي كما هو على وجه أرضية المدخل الرئيسي. تم العثور على مواد خام غير مستخدمة لبناء الفسيفساء في الغرفة السابقة للصالة الرئيسية للمسجد. :17
بالإضافة لذلك؛ واستنادا إلى التقسيم الطبقي الذي أنشئ في الجزء الغربي من الموقع واكتشاف فخار من صنع المماليك في عام 1959، يبدو انه تم الاستقرار في القصر مرة أخرى في أواخر الفترة المملوكية (القرنين الرابع عشر والخامس عشر). من المحتمل أن يكون المبنى قد استخدم كخان في هذه الفترة، نظرًا لموقعه على مفترق طرق بين الطريق الرئيسي الذي يوصل بين دمشق والقاهرة (طريق البحر)، والطريق الثانوي المؤدي إلى صفد عبر خان جب يوسف. تم بناء خان يدعى خان المنية على بعد 300 متر شمال القصر نفسه على يد سيف الدين تانكيز (الذي حكم في الفترة التي بين 1312-1340)، وهو حاكم سوريا المملوكي، في عهد الناصر ناصر الدين محمد بن قلاوون. ربما استخدمت أجزاء من خربة قصر المنية كمواد بناء للخان الجديد؛ اذ تم العثور على احجار طابوق، وتيجان اعمدة مصنوعة من الرخام أثناء عمليات التنقيب في هذا الخان، ويعتقد انه هذه المواد تم اخذها من القصر نفسه.
في عام 1596 ظهر هذا المكان تحت اسم مينا (المنية) في سجلات الضرائب العثمانية كجزء من ناحية ادارية(منطقة فرعية) في جيرا في منطقة سنجق (مقاطعة) التابعة لصفد. كان سكانها جميعهم من المسلمين، وكان عدد الاسرات (بيوت) فيها هو 110 مع تواجد شابين اعزبين. دفعوا ضريبة ثابتة بنسبة 25 ٪ على المنتجات الزراعية، مثل القمح والشعير والخضروات وفواكه الحدائق، ومنتوجات البساتين، والمنتجات الخاصة، وخلايا النحل، وجواميس المياه، بالإضافة إلى العائدات (الارباح) التي تنتج بين الحين والاخر، والاضرار وطاحونة المياه؛ بلغ مجموعها 26,476 اقجة. كل الإيرادات ذهبت لوقف لمدرسة اسلامية في القدس الشريف.
تم استخدام أجزاء من الخراب كخزان مياه (من المحتمل للطاحونة) وبعد ذلك تم بناء فرن كبير من الطوب في الجناح الجنوبي واستخدم هذا الفرن للمعالجة الانتاجية لقصب السكر الذي ينتج في المزارع القريبة. في القرن التاسع عشر بنى السكان المحليون أكواخاً على أكوام الأنقاض. :17

### استكشافه الحديث من جديد
في النصف الثاني من القرن التاسع عشر، اكتشف تشارلز ويليام ويلسون ومسافرين أوروبيين آخرين أنقاضًا قديمة بين أكواخ متواجدة في مستوطنة فلاحين محلية. اعتقد البعض أنها كفرناحوم، حيث كان يسوع يعلم في الكنيس المحلي وفقًا للعهد الجديد. كان هذا على الأرجح حجة نقاش لشراء المنطقة هذه بالإضافة إلى المنطقة المجاورة، تل العريمة، من قِبل مجموعة كاثوليكية ألمانية تدعى (فيرين) بالالماني: Deutscher Verein vom Heiligen Lande [الإنجليزية]، في عام 1895. بعد ان تم اكتشاف الكنيس الحقيقي في كفرناحوم في عام 1904، قام أندرياس إفاريستوس مادير (1881-1949)، وهو عالم آثار وراهب مسيحي سالفاتوري، بإجراء حفريات استكشافية في الخراب والبيئة التي تحوطه نيابة عن جمعية غوريس في الفترة التي بين 1911- 1914 ومرة أخرى في عام 1931. عند تحديد الهيكل، ذو الشكل الرباعي الكبير مع الجدران الخارجية وأبراج الاركان (الابراج المبنية في زوايا المبنى)؛ اعتقد أن المبنى هو حصن روماني أو كاستروم. :14

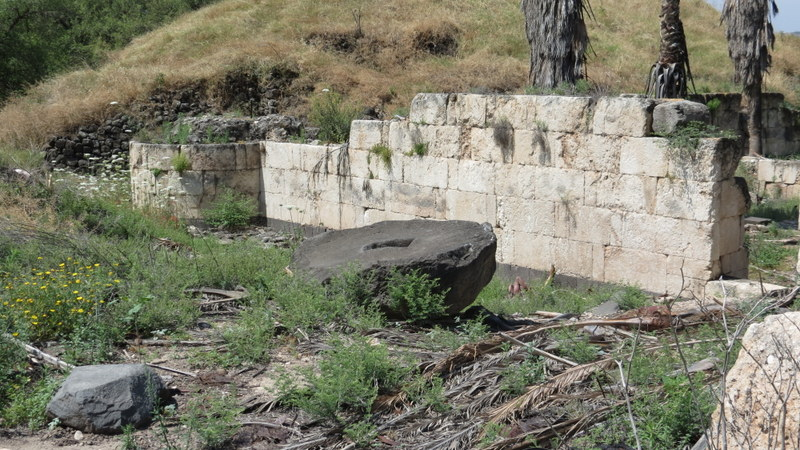
قسم من جدار في قصر المنية

تم تصحيح المعتقدات الخاطئه حول ماهية المبنى بعد أعمال اضافية علي يد الفونس ماريا شنايدر واوسوين بوتريخ-راينارد في السنوات التي بين 1932 - 1939. بداية الحرب العالمية الثانية تسببت في توقيف وانتهاء الأعمال والاستكشافات الاثرية التي كان يقوم بها الالمان في فلسطين. في تلك الفترة كان علماء الاثار المذكورين اعلاه، قد انجزوا استكشاف حوالي نصف القصر وقد نشروا بعض مستكشفاتهم. عند حلول عام 1937؛ كان العلماء قد كشفوا عن المسجد في هذا الوقت وعثروا عليه واصبح جليا وواضحا ان المبنى هو قصر اسلامي من الفترات المبكرة لوصول المسلمين لهذه البلاد. تم نسب النجاح في ايجاد هذه المكتشفات بالتساوي بين متحف بيرغامون في برلين ومتحف فلسطين للاثارات في القدس (اليوم يعرف باسم متحف روكفلر). معظم المكتشفات التي تم العثور عليها والتي بقيت في فلسطين، فقدت وضاعت، بينما المكتشفات التي تواجدت في برلين لا تزال تحت رعاية مؤسسة الإرث الثقافي البروسي، وبعضها حتى لا يزال يعرض في قسم العرض الدائم لهذا المتحف. التفاصيل التي كتبت حول الاستكشاف وكذلك الرسومات التي تم رسمها، كذلك تم الحفاظ عليها في برلين، واصبحت مؤخرا محورا لدراسات يقوم بها علماء اثار من جامعة برلين وجامعة بامبيرغ. :14–15 
خلال الفترة التي بين يوليو إلى أغسطس في عام 1959؛ تم التنقيب عن الجزء الغربي للقصر من قبل اوليغ غرابار بالتعاون مع هيئة أثار إسرائيل. في عام 1960 تم التنقيب عن الموقع من قبل بعثة إسرائيلية-أمريكية، بهدف تنقيح التسلسل الزمني وتخطيط القصر.  أجرت هيئة أثار إسرائيل في وقت لاحق عدة حفريات حول وفي منطقة القصر وكشفت في عام 1963 عن حمام من العصور القديمة المتأخرة / العصور الإسلامية المبكرة، وكشفت في عام 1988 عن خان من العصور الوسطى، وفي عام 2011 كشفت عن بقايا مستوطنة من العصور الوسطى، تقع بين القصر والبحيرة. :15
مع العلاقات المتوترة بين إسرائيل وألمانيا في الستينيات، أعيد امتلاك القصر لمجموعة فيرين - Verein، ولكن سلمت حقوقها للقصر نفسه إلى سلطة الطبيعة والمتنزهات في إسرائيل، والتي منحت المنطقة مكانة 'محمية نصب تذكاري' منذ ذلك الحين وكانت ولا تزال مسؤولة عن صيانة القصر. :15
في عام 2000، اقترح أن تصبح خربة المنية موقع من مواقع التراث العالمي.
في عام 2001، كشفت دراسة أجراها معهد جيتي للمحافظة، عن أضرار هيكلية شديدة في حطام قصر خربة المنية، استنتج ان هذا الضرر سببه المناخ والنباتات التي تنمو بين الحطام. ومنذ ذلك الحين، نقص الأموال والتمويلات منعت من اتخاذ تدابير مضادة لهذا الضرر وكذلك منعت من الاستثمار في جعل المنطقة أكثر سهولة للوصول وللزيارة من قبل الزوار. :15–16

## هندسة معمارية

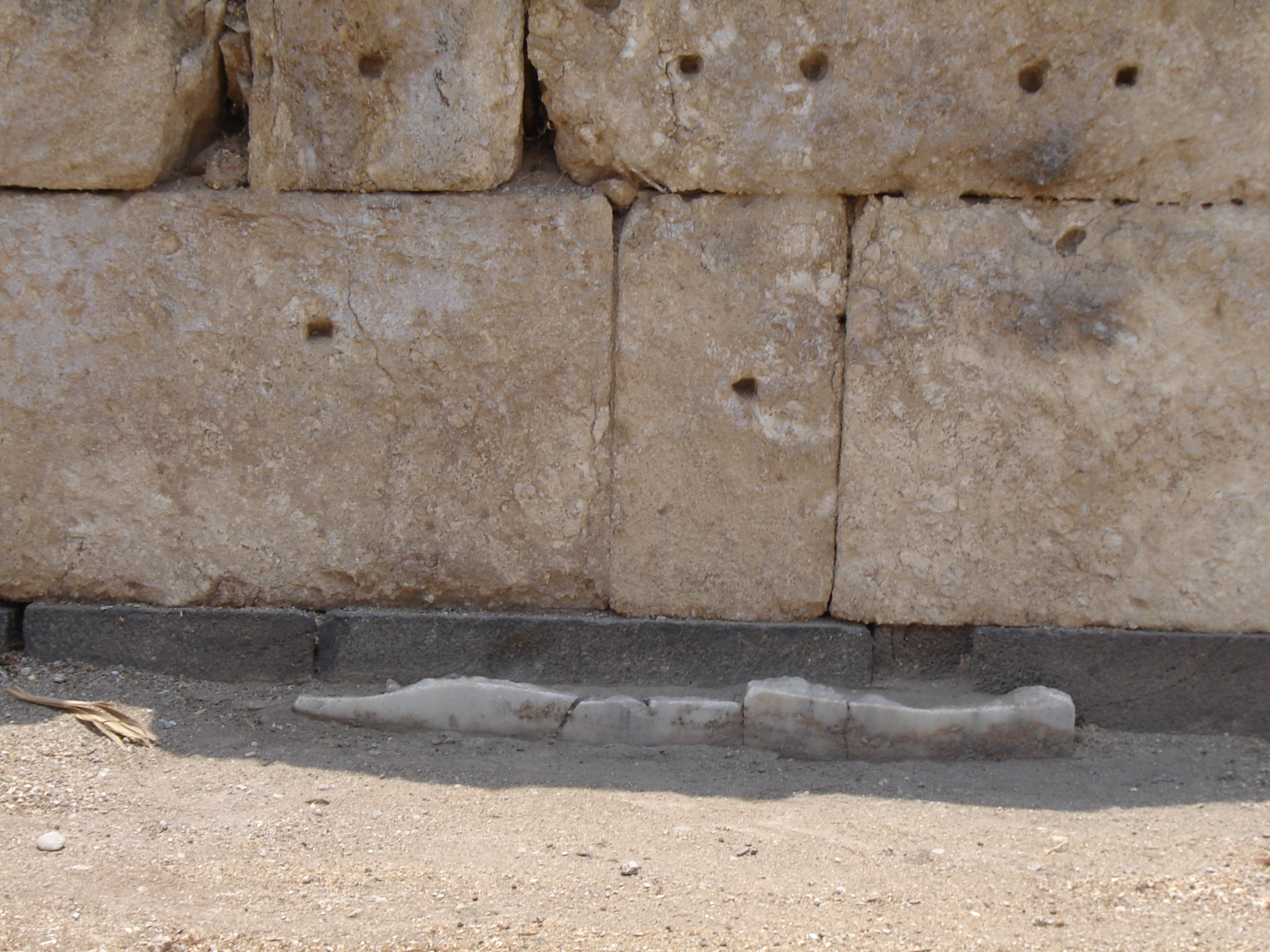
قاعدة قصر المنية، تُظهِر الكتل الحجرية المكونة من حجر جيري المرصوصة على مدماك مكون من حجارة بازلت سوداء في الاسفل

يقع قصر خربة المنية في محيط مستطيلي غير منتظم الشكل (66 في 73 متر) موجه من الشمال إلى نحو الجنوب،  ويواجه النقاط الأربعة الرئيسية. مثله كمثل القصور الاموية الأخرى؛ يوجد لهذا القصر أبراج مستديرة في زواياه وأبراج شبه دائرية في منتصف كل جدار باستثناء الجدار الشرقي حيث يوجد مدخل كبير وضخم. تتكون البوابة الرئيسية المتواجدة في منتصف الجدار الشرقي من برجين شكلهما نصف دائري ومفصولين؛ حيث يفصل بينهما قوس البوابة.
يتواجد وسط المبنى ساحة محوطة باعمدة ومُزودة بسلالم مدرجة توأمية (متشابهة) التي تتيح الوصول إلى الطابق العلوي. الغرف التي تحيط بالساحة تختلف من حيث الحجم والترتيب وتشمل هذه الغرف مسجدًا والعديد من الغرف المزينة بالفسيفساء وغرفة العرش. يقع المسجد في الجهة الجنوبية الشرقية من القصر وينقسم إلى 12 مدة (فرجة) المدعومة على دعامات. بجانب المسجد توجد قاعة بازيليكا ثلاثية الممرات. مثل القصور الأموية الأخرى المبنية في الريف أو المبنية في الصحاري، مثال؛ قصر الحير الغربي في بادية الشام وقصر هشام قرب أريحا؛ قصر خربة المنية مبني بناءا على النموذج الأموي؛ («البيت») مكون من خمس غرف،  يحيط بقاعة البازيليكا. ونحو الشمال تتواجد الوحدات السكنية.
تم بناء المبنى من حجارة من نوع الحجر الجيري المرصوصة بشكل مرتب ومنتظم على اساس مكون من حجارة البازلت الأسود. كان للمسجد زخرفة بسيطة، ولكن غرفة الخروج من القصر المبنية على شكل قبة؛ والغرف الجنوبية، كلاهما كان مزين بشكل كثيف. تم تزيين الجزء العلوي من الجدران بالثلمة الكبيرة ومن الداخل؛ كان القصر مزين بمجموعة متنوعة من الفسيفساء الزجاجية والحجرية. القسم السفلي من الجدران كان مغطى بالواح رخامية، ووضعت الفسيفساء الحجرية؛ بشكل مختلط مع مكعبات زجاجية في أنماط هندسية تشبه السجاد على أرضيات الغرف الجنوبية الخمسة. تم اكتشاف فسيفساء لتزيين الأرضيات محفوظة بشكل جيد في الجزء الغربي من القصر. بناءً على أسس بيت البوابة، كان ارتفاع عدة أجزاء من القصر يصل لحوالي 15 متراً على الأقل. :16

## اليوم
قامت سلطة الطبيعة والمنتزهات في إسرائيل بنصب لافتة في الموقع تنص على أن النصب التذكاري المحمي كان قصرًا إسلاميًا من فترة الإسلام المبكرة في المنطقة وبناه الوليد الأول أو الوليد الثاني. وضع القصر الفريد من نوعه، اعتبارا انه القصر الأموي الوحيد الذي بقي فوق سطح الأرض (أي لم يتحطم ويندفن) في ارض فلسطين، قد أدى إلى بذل جهود للحفاظ على الآثار ولترميمها وجعلها سهلة الوصولة ومناسبة لحضور الزوار. في عام 2012، قدم المعهد الألماني من جامعة ماينز (اسم المعهد باللغة الألمانية: Institut für Vor-und Frühgeschichte)، بالتعاون مع مجموعة Deutscher Verein vom Heiligen Lande ، خطة للسلطات الإسرائيلية. تم نشر دليل ارشاد وبدعم مالي من قبل الوزارة الخارجية الألمانية؛ تعمل الجامعة حاليًا مع هيئة المتنزهات الوطنية وهيئة الآثار الإسرائيلية لحماية المبنى من وقوع أي ضرر آخر أو اضافي. :16,18–19

## معرض صور

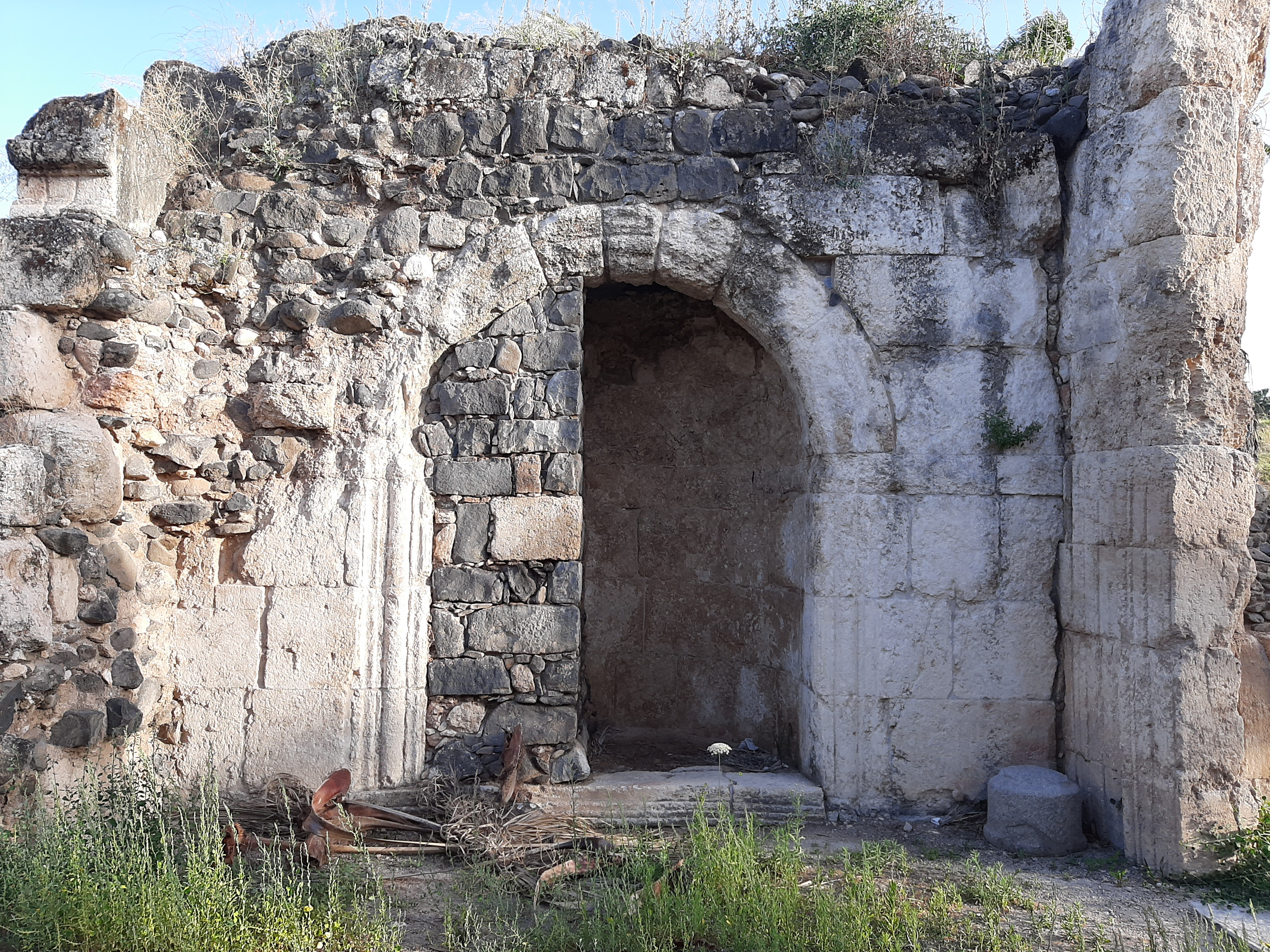
آثار أنقاض قصر المنية، بجانب بحيرة طبريا

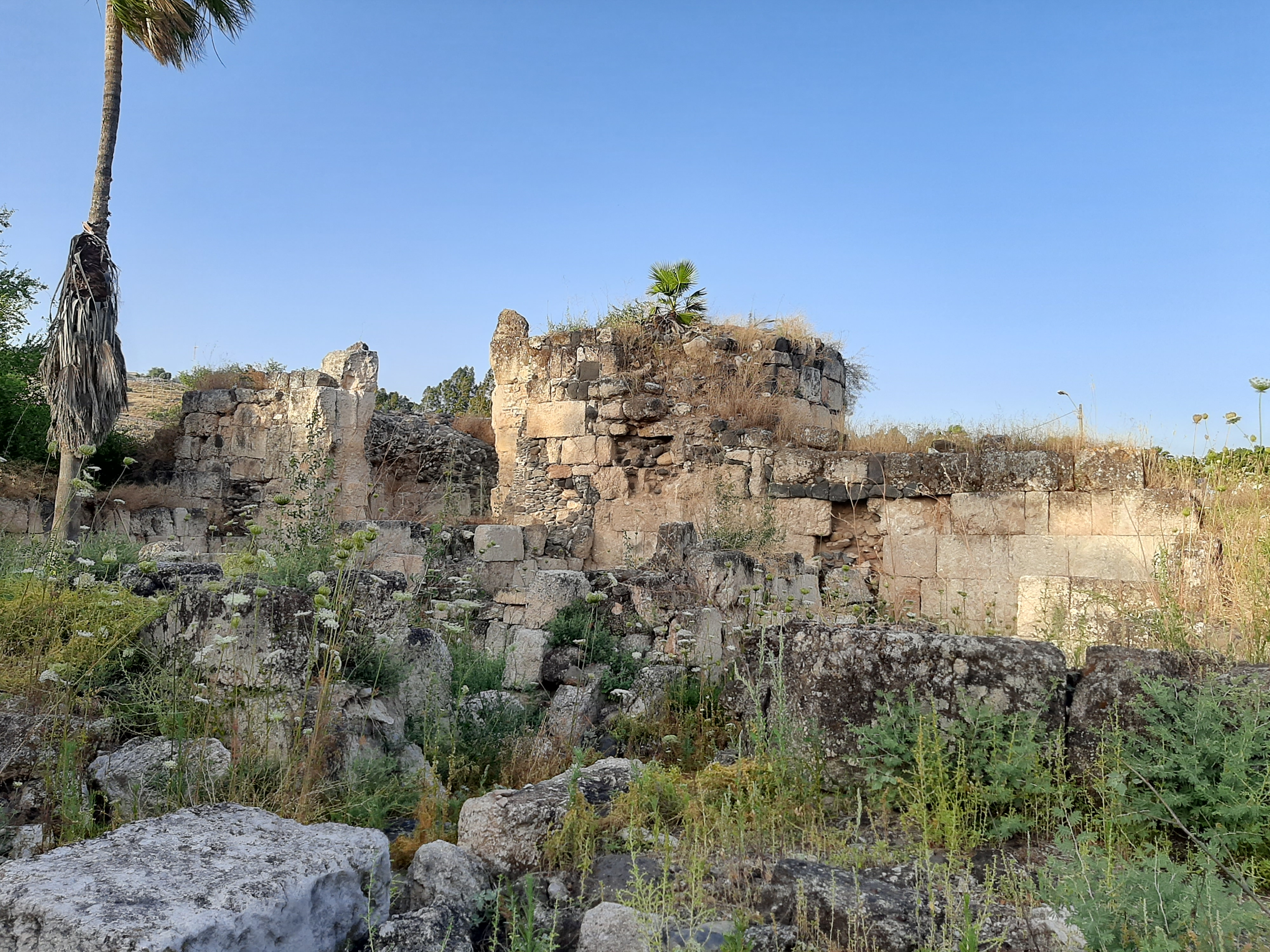
بقايا آثار لقصر المنية، بجانب بحيرة طبريا

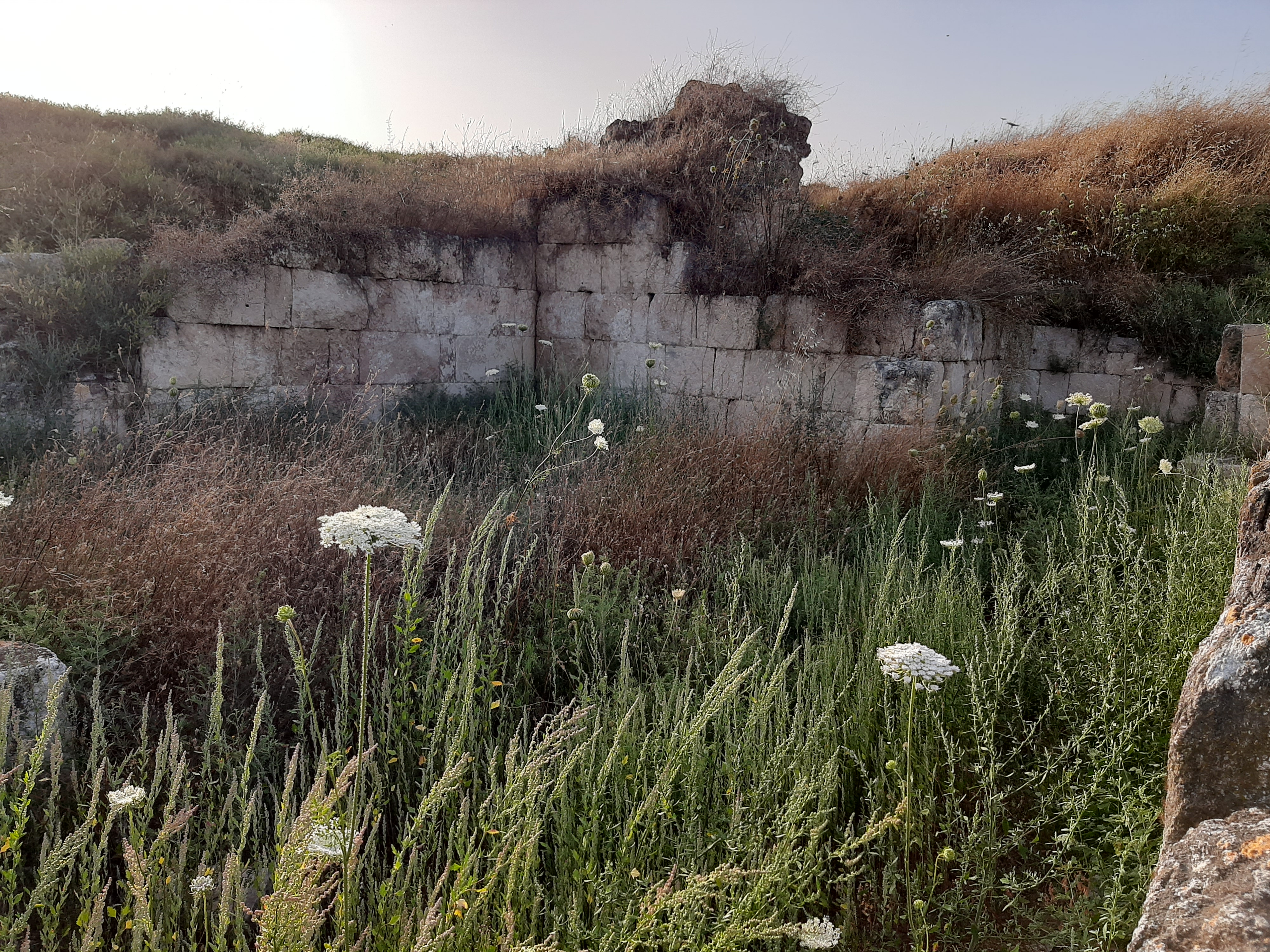
أطلال قصر المنية، بجانب بحيرة طبريا

## روابط خارجية
- خربة المنيا د. مصلح كنعانة.
- مسح لغرب فلسطين، الخريطة 6: IAA ، ويكيبيديا المشاعات
- مكتبة خربة المنيا نسخة محفوظة 13 ديسمبر 2010 على موقع واي باك مشين. الرقمية.